# Ed Cota
Pour les articles homonymes, voir Cota (homonymie).
Eduardo « Ed » Enrique Cota, né le 19 mai 1976 à Los Angeles en Californie, est un joueur  de basket-ball américain naturalisé panaméen. Il évolue au poste de meneur.

## Palmarès
- Vainqueur du CentroBasket 2006
- Championnat de Lituanie 2003, 2004
- FIBA Europe League 2005
- Coupe d'Israël 2007